# Julius Glückert
Heinrich Julius Glückert (* 5. Juni 1848 in Darmstadt; † 22. September 1911 ebenda) war ein deutscher Möbelfabrikant und unter anderem Hoflieferant der russischen und niederländischen Königshäuser.

## Leben
Julius Glückert wurde 1848 als Sohn des Schreinermeisters und späteren Möbelfabrikanten Jacob G. Glückert (1815–1881) in Darmstadt geboren. Aus einem 1838 gegründeten Betrieb in der Bleichstraße 32 ging 1876 die Möbelfabrik und Möbelhandlung J. Glückert hervor. Julius Glückert war nach der Ausbildung Prokurist in der Firma seines Vaters. Nach dessen Tod war er Alleininhaber. Die Firma fertigte 1897 das Frühstückszimmer im Neuen Palais in Darmstadt. Glückert arbeitete eng mit den Künstlern der Mathildenhöhe und dem Architekten Joseph Maria Olbrich zusammen. Viele seiner Entwürfe wurden von Glückerts Möbelfabrik umgesetzt.
1901 plante Olbrich für Glückert im Alexandraweg auf der Mathildenhöhe das heute als „Großes Haus“ bekannte Anwesen, das diesem bis zur Auflösung der Künstlerkolonie als Ausstellungsraum diente. Seit Dezember 2014 ist das Hessische Landesmuseum Darmstadt im Besitz eines thronartigen Lehnsessels, den Olbrich für das Haus als Einzelstück entworfen hatte. Das von der Möbelfabrik Glückert gefertigte Stück wurde dem Museum vom Ehepaar Hermann und Ursula Kleinstück überlassen. Seit 1971 ist das Große Haus Sitz der Deutschen Akademie für Sprache und Dichtung.
Ebenfalls 1901 entwarf Olbrich neben dem Glückert-Haus für den zu der Künstlerkolonie gehörenden Bildhauer Rudolf Bosselt ein Wohnhaus, der aber – vermutlich aus finanziellen Gründen – Abstand vom Hausbau nahm. Stattdessen ließ Glückert das Haus bauen und nutzte es als eigenes Wohnhaus.
Auf den Weltausstellungen in Paris 1900 und St. Louis 1904 wurde die Firma Glückerts mit Preisen ausgezeichnet. Julius Glückert war Hoflieferant des russischen Zaren und des niederländischen Königshauses.
Julius Glückert starb im Alter von 63 Jahren in Darmstadt. Er wurde im Familiengrab auf dem Alten Friedhof in Darmstadt beigesetzt, das 1901 von Olbrich geschaffen wurde (Grabstelle: I G 101).
Nach dem Tod von Julius Glückert übernahm seine in Dortmund lebende Tochter Änne Klönne (1879–1969) die Firma. Diese wurde von einem Geschäftsführer geleitet. 1943 wurde sie aufgelöst.

## Ehrungen
- 1876: Ernennung zum Hof-Möbelfabrikanten
- 1902: Ernennung zum Kommerzienrat
- 1908: Verleihung des Ritterkreuzes I. Klasse des Verdienstordens Philipps des Großmütigen